# Un amour de tortue (téléfilm)

Un amour de tortue (Roald Dahl's Esio Trot) est un téléfilm britannique réalisé par Dearbhla Walsh et diffusé le 1er janvier 2015 sur BBC One, d'après le roman de Roald Dahl.

## Synopsis
À Londres, M. Hoppy, biologiste à la retraite, tombe amoureux de sa voisine, Mme Silver. Mais la vieille dame n'a d'yeux que pour Alfie, sa tortue. Apprenant qu'elle souhaite que son animal grandisse, M. Hoppy se met à acheter une centaine de spécimens, les uns plus grands que les autres, et s'amuse à les remplacer jour après jour pour faire croire à Mme Silver que la taille d'Alfie prend de l'ampleur. Mais les choses se compliquent lorsque M. Pringle, un autre voisin lui aussi épris de Mme Silver, retrouve Alfie dans le couloir, révélant ainsi par inadvertance la supercherie de M. Hoppy...

## Fiche technique
- Titre original : Roald Dahl's Esio Trot
- Réalisation : Dearbhla Walsh (en)
- Scénario : Richard Curtis et Paul Mayhew-Archer (en), d'après le roman de Roald Dahl
- Directeur de la photographie : Rachel Freck
- Montage : Tim Murrell
- Musique : Tim Phillips
- Costumes : Jenny Beavan
- Décors : Tom Burton
- Production : Hilary Bevan Jones
- Genre : Comédie
- Pays :  Royaume-Uni
- Durée : 88 minutes (1 h 28)
- Date de diffusion :
  -  Royaume-Uni : 1er janvier 2015 sur BBC One
  -  France : 20 décembre 2015 sur France 3

## Distribution
- Judi Dench (VF : Tania Torrens) : Mme Silver
- Dustin Hoffman (VF : Jean-Jacques Moreau) : M. Hoppy
- James Corden (VF : Christophe Lemoine) : le narrateur
- Richard Cordery (VF : Thierry Murzeau) : M. Pringle
- Salo Gardner : M. Mavrokoukoudopolous
- Emily Ralph : la petite fille
- Geoffrey McGivern (en) : le vendeur de la boutique d'animaux
- Joseph West : Philip
- Katie Lyons (en) : la mère de Philip